# Пяжелка (река)
Пя́желка — река в Бабаевском районе Вологодской области России, правый приток Ножемы.
Вытекает из Пяжозера, течёт на юг и юго-восток по территории Пяжозерского сельского поселения в болотистой незаселённой местности и впадает в Ножему в 20 км от её устья напротив посёлка Пяжелка. Длина реки составляет 25 км.

## Данные водного реестра
По данным государственного водного реестра России относится к Верхневолжскому бассейновому округу, водохозяйственный участок реки — Суда от истока и до устья, речной подбассейн реки — Реки бассейна Рыбинского водохранилища. Речной бассейн реки — (Верхняя) Волга до Куйбышевского водохранилища (без бассейна Оки).
По данным геоинформационной системы водохозяйственного районирования территории РФ, подготовленной Федеральным агентством водных ресурсов:
- Код водного объекта в государственном водном реестре — 08010200212110000007494
- Код по гидрологической изученности (ГИ) — 110000749
- Код бассейна — 08.01.02.002
- Номер тома по ГИ — 10
- Выпуск по ГИ — 0